# Аварія в Лія
Аварія в Лія — радіаційна аварія, що відбулася 2 грудня 2001 року поблизу Інгурської ГЕС у районі Цаленджіха в Грузії. Аварія сталася в результаті втрати немаркованих модулів радіоізотопних термоелектричних генераторів, які були неправильно розібрані та покинуті з радянських часів. Міжнародне агентство з атомної енергії провело операцію з вилучення та надало медичну допомогу. Троє селян із села Лія несвідомо отримали дози радіаційного опромінення. Усі троє чоловіків отримали шкоду для здоров'я, один з них пізніше помер.

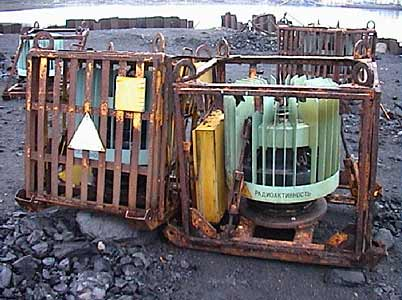
РІТЕГ на стронції-90 у розібраному стані. Подібний до тих, що були в аварії в Лія, однак в Лія сердечники РІТЕГів були єдиним, що залишилося, і вони не мали сталевих каркасів або теплових ребер. Залишилися лише паливні модулі без маркування, які являли собою сіруватий металевий циліндр, який утримував радіоактивний матеріал всередині.

На початку 1980-х років було побудовано серію радіореле для з'єднання Інгурської ГЕС із ГЕС Худоні, яка будувалася. Реле знаходилися на віддаленій території без надійного доступу до електроенергії, і, таким чином, вони живилися за допомогою серії з восьми радіоізотопних термоелектричних генераторів (РТГ), виготовлених у 1983 році. Генератори належали до типу Бета-М і живилися стронцієм-90, кожен із них містив близько 1295—1480 ТБк радіоактивності. Проте будівництво дамби Худоні було зупинено з набуттям незалежності Грузії від Радянського Союзу. Станції та їхні РІТЕГи були покинуті та врешті демонтовані. У цей час РІТЕГи загубилися. Двоє були віднайдені в 1998 році, внаслідок чого ніхто не постраждав. Ще два були знайдені в 1999 році, і знову травм або значного радіаційного опромінення вдалося уникнути. Знайдені у 2001 призвело до радіаційного інциденту. Знаходження ще двох джерел лишається невідомим. Паливні модулі не були позначені і були від'єднані від корпусу генератора. Вони є досить важкими для свого розміру, вагою 8—10 кг, незважаючи на те, що його розмір — усього 10 × 15 см. Після знаходження модулів було визначено, що випромінювання, на поверхні модулів становить 4,6 Зіверт (Зв) на годину. Доза в 5 Зв дає 50%-ву ймовірність смерті.

## Інцидент
Троє чоловіків з Лії (пізніше названі МАГАТЕ пацієнтами 1-DN, 2-MG та 3-MB) проїхали 45—50 км у сніжну зимову погоду до лісу з видом на водосховище Інгурі, щоб зібрати дрова. Близько 18:00 виявили дві каністри поблизу майже непрохідної лісової дороги. Навколо каністр у радіусі 1 метра снігу не було, а від землі йшла пара. Пацієнт 3-MB підняв одну з каністр і відразу ж впустив її, оскільки вона була дуже гарячою. Вирішивши, що вже пізно, і зрозумівши очевидну корисність знайдених пристроїв як джерел тепла, чоловіки вирішили трошки перемістити джерела і розбити навколо них табір. Пацієнт 3-MB використав дріт, щоб підчепити одне джерело, і відніс його до кам'яного виступу, який захищав від вітру. Інші пацієнти запалили вогонь, а потім пацієнти 3-MB і 2-MG разом перемістили інше джерело під обрив. Вони повечеряли і випивали невелику кількість горілки, сидячи поруч із джерелами. Незважаючи на невелику кількість горілки, усі вони почали блювати невдовзі після її вживання — це було першою ознакою гострого радіаційного синдрому (ГРС) приблизно через три години після першого опромінення. Блювота була сильною і тривала всю ніч, тому спали дуже мало. Чоловіки поверталися спинами до джерел, щоб зігрітися вночі, тулячись до них на відстань 10 сантиметрів. Уранці вони відчували себе дуже виснаженими і завантажили лише половину запланованих дров. Того вечора вони повернулися додому.

## Наслідки

### Медичні
Через два дні після опромінення, 4 грудня, пацієнт 2-MG відвідав місцевого лікаря, але не згадав про дивне джерело обігріву, і лікар припустив, що він п'яний. Вказівки лікаря допомогли усунути симптоми. 15 грудня у пацієнтів 1-DN та 2-MG виникли опіки та свербіж на спині, там, де джерела опромінення були найближче. Пацієнт 1-DN також втратив голос, але на той час не звертався за допомогою. Дружина пацієнта 3-MB і брат пацієнта 2-MG дізналися, що всі троє чоловіків мають подібні симптоми, включаючи відшаровування шкіри, особливо на спині. Дружина та брат звернулися до поліції, яка запропонувала всім трьом чоловікам звернутися за медичною допомогою. Усіх трьох пацієнтів нарешті госпіталізували 22 грудня, і було встановлено, що у них променева хвороба. Пацієнт 3-MB був виписаний 23 січня 2002 року, оскільки його травма була легкою. Інші пацієнти залишалися у важкому стані, і уряд Грузії звернувся до МАГАТЕ з проханням про допомогу в їх лікуванні. МАГАТЕ втрутилося: пацієнта 1-DN відправили до Федерального медичного біофізичного центру імені Бурнасяна в Москві, а пацієнта 2-MG відправили до військового госпіталю Персі в Парижі.
Пацієнт 2-MG перебував на госпіталізації понад рік, йому знадобилися численні трансплантації шкіри, але він вижив і був виписаний 18 березня 2003 року. У пацієнта 1-DN травми загоїлися. Найбільше були уражені спина, а також серце та життєво важливі органи. У лівій верхній частині спини утворилася велика променева виразка. Незважаючи на інтенсивну терапію, антибіотики, численні операції та спробу пересадки шкіри, рана не загоїлася. Його стан ускладнювався туберкульозом, що не давало змоги ефективно лікувати ушкодження легенів. Історія вживання наркотиків в минулому також послабило його здоров'я. Незважаючи на надзвичайну боротьбу за життя пацієнта, у нього розвинувся сепсис, і він помер від серцевої недостатності 13 травня 2004 року, через 893 дні після зараження.

### Вилучення модулів
На наступний день після госпіталізації грузинська влада спробувала знайти ймовірні джерела радіації, але погана погода не дозволяла їм дістатися до місця події. 29 грудня вони повторили спробу і встановили точне місце, і зафіксували на відео. 4 січня 2002 року уряд Грузії звернувся за допомогою до МАГАТЕ. Першу спробу відновити джерела було зроблено через два дні, але через погоду знову не вдалося. Була проведена стратегічна сесія зі встановлення фактів, метою якої було визначити, як найкраще вилучити паливні модулі. Паливні контейнери надзвичайно добре побудовані, що запобігає втраті радіоактивного матеріалу за будь-яких умов, крім найекстремальніших. Вони пережили покинуті в лісі понад десять років і не випустили жодного радіоактивного матеріалу. Радіаційна небезпека була лише локальною, спричинена іонізуючим випроміненням. МАГАТЕ пропонувало почекати до весняної відлиги, щоб вилучити джерела опромінення, але занепокоєння жителів змусило грузинський уряд наполягати на якнайшвидшому вилученні. Тактично складна відновлювальна місія була успішно виконана 2—3 лютого 2002 р.
Місія з вилучення зіткнулася з численними викликами, серед яких зимова погода була головною. Село Поцхо Ецері використовувалося як база для операції. Спеціальний контейнер з 25-сантиметровими свинцевими стінками і вагою тон був спеціально побудований для операції. Для перевезення контейнера переобладнали стару військову вантажівку. Для маніпуляцій з паливними модулями і поміщення їх в контейнер були створені спеціальні інструменти. Була організована група з 41 людини, які по черзі мали справу з паливними модулями, кожен з них проводив біля них не більше 40 секунд. Зрештою фактично поблизу джерел перебували лише 24 людини, і лише ці 24 людини отримали певні дози. Дози опромінення працівників контролювалися, і найвища доза становила не більше 1,16 мЗв, що становить менше 10 % дози, яку отримує людина від томографії всього тіла. Джерела були успішно вилучені та обережно транспортовані до місця постійного зберігання у супроводі поліції. Дози, отримані між розміщенням джерел у вантажівці та закриттям кришки над ними, були вищими, ніж очікувалося, через наявність брезенту над вантажівкою. Сніжна погода також сприяла відбиттю і розсіюванню радіацію на присутніх робітників. МАГАТЕ також зазначило, що ефективність виготовлених інструментів, а також використання більшої кількості працівників одночасно для виявлення, зробили б процес швидшим і безпечнішим. Загалом, МАГАТЕ вважало вилучення успішним без серйозних проблем з безпекою.

## Аналіз
Остаточна доповідь МАГАТЕ дійшла висновку, що безпосередньою причиною аварії було те, що джерела були непозначені та не марковані, а отже, про їхню небезпеку неможливо було знати. Він також покарав за незаконне залишення джерел. У доповіді наголошується на важливості базових знань клінічних лікарів про радіаційні ушкодження. Лікар, до якого звернувся пацієнт 2-MG, не точно оцінив травму (частково через те, що 2-MG не згадав джерело опромінення), таким чином відкладаючи належне лікування майже на три тижні.